# Мейрхион Гул
Мейрхион Гул, Мейрхион Худой (англ. Markian the Lean) — последний король единого Регеда в 490—535 годы.
Мейрхион родился примерно в 438 году в семье Гургуста. Женился на Эссилт верх Килвинед.
После смерти отца в 490 году стал королём Регеда, а его старший брат Масгвид Глофф продолжил править в Элмете.
Имел трёх сыновей: Кинварх, Элидир, Идно.
Мейрхион умер в 535 году. После смерти королевство было разделено между его сыновьями Кинвархом Холодным (Северный Регед) и Элидиром (Южный Регед).